# Джонсон, Клиффорд
Клиффорд Джонсон (англ. Clifford V. Johnson; род. 5 марта 1968, Англия или Лондон) — британский физик-теоретик и профессор кафедры физики и астрономии Университета Южной Калифорнии. Научные интересы Клиффорда Джонсона в основном связаны с разработкой теоретических инструментов для описания основ мироздания. Он работает в основном над теорией суперструн, квантовой гравитацией, калибровочной теорией и M-теорией, изучая такие объекты, как черные дыры и D-браны, используя различные методы из математики и физики. Работа Джонсона в этой области привела к пониманию новых явлений, имеющих отношение к кварк-глюонной плазме, холодным атомным газам и различным квантово-критическим явлениям, тесно связанным с высокотемпературными сверхпроводниками.
Клиффорд Джонсон получил медаль и премию Максвелла 2005 года от Института физики «За выдающийся вклад в теорию струн, квантовую гравитацию и её взаимодействие с сильно связной теорией поля, в частности, за его работу по пониманию принципа космической цензуры сингулярностей и термодинамических свойств квантового пространства-времени». В этом же году The Journal of Blacks in Higher Education назвал Клиффорда Джонсона наиболее цитируемым чернокожим профессором математики или смежной области в американском университете или колледже. Его статьи были процитированы 65 раз за 2004 год.
Он получил степень бакалавра наук в области физики в Имперском колледже Лондона в 1989 году, а в 1992 году получил степень доктора философии по математике и физике в Саутгемптонском университете.
Джонсон также активно работает над продвижением науки в обществе и популяризацией физики. Он регулярно появляется в сериале History Channel «Вселенная» и выступает в качестве научного консультанта на канале Discovery. Джонсон основал Африканский летний институт теории, "который объединяет учителей, исследователей и студентов всех уровней для месячной конференции по научной теме — разной каждый год — для обсуждения, общения и, конечно же, для исследований.
Помимо научных исследований, Джонсон увлекается рисованием и иллюстрированием комиксов, в 2017 году у него вышел графический роман «Диалоги. Разговоры о природе Вселенной».